# Xã Webber, Michigan
Xã Webber (tiếng Anh: Webber Township) là một xã thuộc quận Lake, tiểu bang Michigan, Hoa Kỳ. Năm 2010, dân số của xã này là 1.699 người.